# La Rochegiron
La Rochegiron é uma comuna francesa na região administrativa da Provença-Alpes-Costa Azul, no departamento dos Alpes da Alta Provença. Estende-se por uma área de 30,11 km². Em 2010 a comuna tinha 107 habitantes (densidade: 3,6 hab./km²).